# 肯佩萊

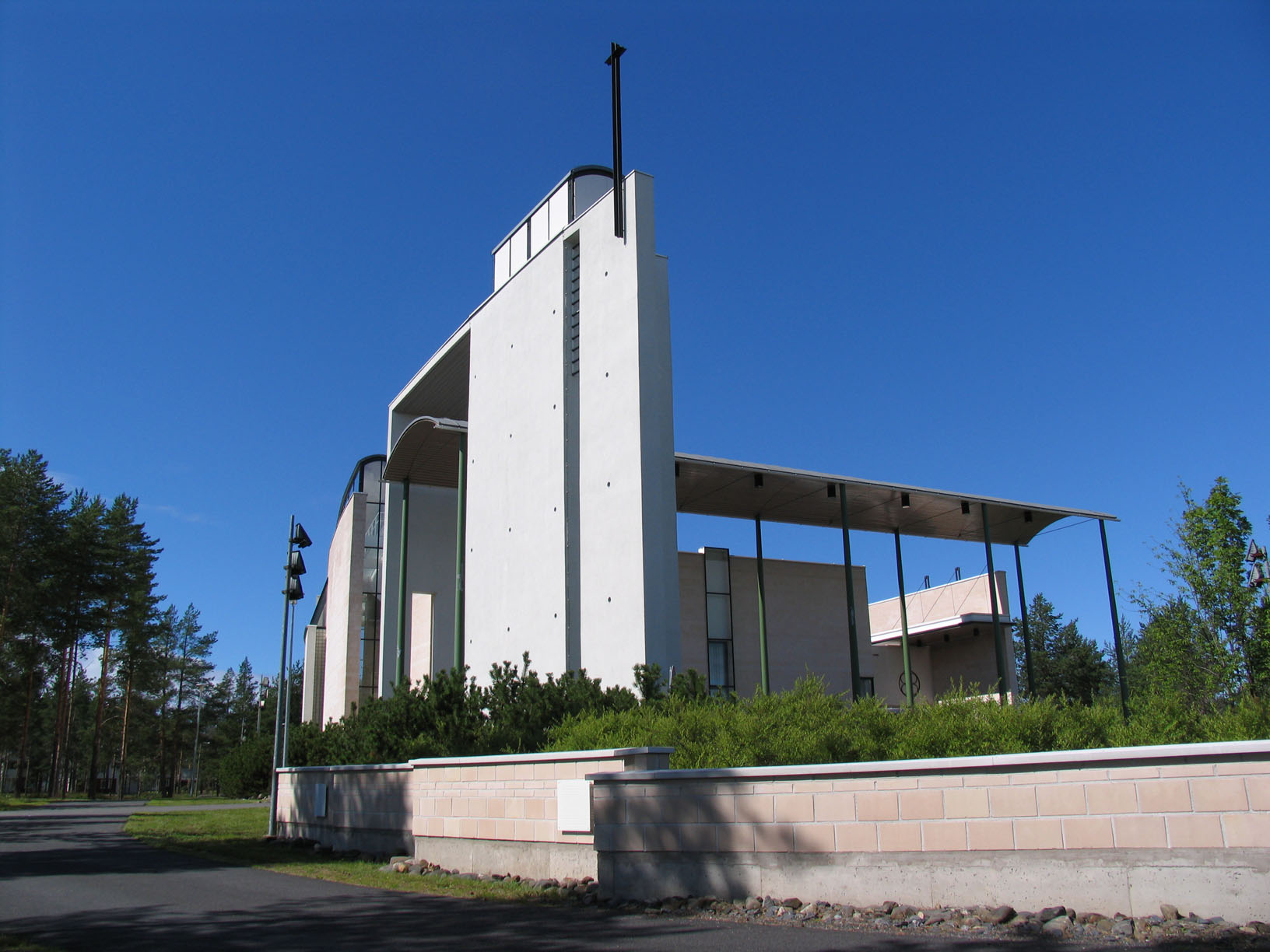
圣三一教堂

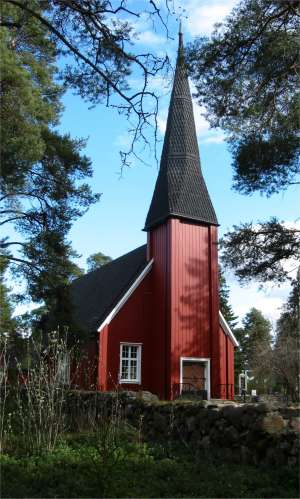
肯佩萊老教堂

肯佩萊（芬蘭語：Kempele）是芬蘭北博滕區的市鎮，位於該國西部，距離奧盧20公里，始建於1867年，面積110平方公里，2013年人口16,303，人口密度為每平方公里148.1人。

## 外部連結
- 肯佩萊市镇官方网站 （页面存档备份，存于） （文） （英文）